# Eduard Malofejev
Eduard Vasiljevič Malofějev (rusky Эдуа́рд Васи́льевич Малофе́ев, bělorusky Эдуард Васілевіч Малафееў, * 2. června 1942 Krasnojarsk) je bývalý sovětský fotbalista a trenér. Je ruské národnosti, ale většina jeho kariéry je spjata s Běloruskem.
Operoval na postu útočníka, začínal v Kolomně, později hrál za FK Spartak Moskva, s nímž se stal v roce 1962 mistrem SSSR, většinu sezóny však byl náhradníkem. O rok později přestoupil do Dinama Minsk, kde odehrál zbytek kariéry. V roce 1971 byl nejlepším ligovým střelcem, se 109 prvoligovými brankami je členem Klubu Grigorije Fedotova. Za sovětskou reprezentaci odehrál 40 zápasů a vstřelil šest branek, zúčastnil se mistrovství Evropy ve fotbale 1964 (2. místo), mistrovství světa ve fotbale 1966 (4. místo) a mistrovství Evropy ve fotbale 1968 (4. místo). V roce 1963 vyhrál novinářskou anketu o nejlepšího sportovce Běloruska.
Po ukončení hráčské kariéry v roce 1974 se stal trenérem, dovedl Dinamo Minsk k jeho jedinému titulu mistra Sovětského svazu v roce 1982. V letech 1984–1986 vedl sovětský národní tým, v letech 2000–2003 Bělorusko. Proslul jako vyznavač „upřímného fotbalu“, který odmítal nadšení hráčů svazovat taktickými příkazy. Je držitelem titulu Zasloužilý mistr sportu, Řádu rudého praporu práce a ceny UEFA za zásluhy.